# Mark Neumann
Mark William Neumann (East Troy, 27 de febrero de 1954) es un empresario y político estadounidense. Representó al 1.º distrito congresional de Wisconsin en la Cámara de Representantes de los Estados Unidos de 1995 a 1999. En 2010, Neumann perdió una candidatura para convertirse en el candidato republicano a gobernador de Wisconsin. Neumann era candidato al Senado de los Estados Unidos en Wisconsin para suceder a Herb Kohl, quien se jubilaba. Ocupó el tercer lugar durante las elecciones primarias republicanas de 2012 el 14 de agosto de 2012.

## Primeros años
Neumann nació en East Troy, Wisconsin siendo uno de cinco hermanos. Sus padres fueron Stella y Kurt Neumann. Su padre era ingeniero eléctrico de General Motors y su madre era asistente ejecutiva. Neumann se graduó de East Troy High School en 1972. Después de la secundaria, asistió brevemente al Instituto General Motors (ahora Universidad de Kettering). En 1973, Neumann se casó con Sue Link, su novia de la escuela secundaria, a quien conoció en la escuela dominical en el cuarto grado. Ese mismo año, Neumann se matriculó en la Universidad de Wisconsin-Whitewater, donde se graduó con honores en 1975, obteniendo una licenciatura en Matemáticas. Después de graduarse de Whitewater, Neumann se mudó a River Falls, Wisconsin donde enseñó matemáticas en River Falls High School mientras asistía a la Universidad de Wisconsin-River Falls, donde obtuvo una Maestría en Ciencias en Supervisión y Liderazgo Educativo. Neumann realizó un trabajo adicional de posgrado en la Universidad de Wisconsin.
Después de la universidad, Neumann se mudó a Milton, Wisconsin donde comenzó su carrera enseñando matemáticas en Milton High School y Milton College, antes de que el campus cerrara en 1982. Neumann es miembro del Sínodo Evangélico Luterano de Wisconsin. Comenzó su primera empresa en 1986 en su sótano, construyendo viviendas en las áreas de Milton y Janesville. En 1991, la empresa de Neumann fue catalogada como una de las empresas de más rápido crecimiento en Estados Unidos por la Revista Inc.

## Carrera política

### Cámara de Representantes de los Estados Unidos
Neumann decidió postularse para la Cámara de Representantes como republicano en 1992. Se enfrentó al congresista Les Aspin y perdió del 58% al 41%.
Poco después de derrotar a Neumann, Aspin fue nombrado Secretario de Defensa de Estados Unidos por el presidente Bill Clinton en 1993. Apenas unos meses después de ser derrotado por más del 17%, Neumann ingresó a las elecciones especiales para ocupar el puesto que Aspin dejó vacante. Neumann perdió por un estrecho margen ante su oponente, Peter Barca, por solo 675 votos; 49,3% frente al 49,9% de Barca.
Después de perder tanto en 1992 como en 1993, Neumann volvió a entrar en la carrera por el 1.º distrito congresional de Wisconsin. Después de perder ante Peter Barca por 675 votos el año anterior, Neumann derrotó a Barca por 1.120 votos, convirtiéndose en el primer republicano en ocupar ese escaño desde 1971. La victoria de Neumann fue uno de los 52 escaños republicanos ganados durante la Revolución Republicana. Neumann ganó la reelección por 4.260 votos en una reñida carrera de 1996 contra Lydia Spottswood.
Neumann prestó juramento en el 104.º Congreso de los Estados Unidos el 3 de enero de 1995, cuando el Partido Republicano tomó el control de ambas cámaras por primera vez desde la década de 1950. Neumann fue asignado al comité de asignaciones, siendo el único estudiante de primer año designado para el comité ese año. Mientras estaba en el comité, Neumann escribió su propia versión del presupuesto, que produciría un presupuesto equilibrado para 1999. Neumann votó presente en las elecciones para Presidente de la Cámara en 1997, en lugar de votar por Newt Gingrich.
En septiembre de 1995, Neumann introdujo una enmienda que requería la aprobación del Congreso del despliegue de tropas en Bosnia que no se aprobó. Luego, el 29 de septiembre, votó para anular la asignación militar de $243 mil millones, junto con otros miembros de primer año, porque no contenía su enmienda. Como castigo por su voto, Bob Livingston lo destituyó del comité. Esto fue breve y Neumann finalmente fue reasignado al comité.
Neumann ha criticado los derechos LGBT en el pasado. En 1996, comentó al New York Times que "si fuera elegido Dios por un día, no se permitiría la homosexualidad, pero nadie me está eligiendo como Dios".

### Elecciones al Senado de los Estados Unidos de 1998
En septiembre de 1997, Neumann anunció su candidatura al Senado de los Estados Unidos contra Russell Feingold. Ambos candidatos tenían opiniones similares sobre el superávit presupuestario, aunque Neumann estaba a favor de prohibir el aborto por nacimiento parcial mientras que Feingold estaba en contra de la prohibición. Ambos candidatos se limitaron a $3.8 millones en gastos de campaña ($1 por cada ciudadano de Wisconsin), aunque grupos externos gastaron más de $2 millones en Neumann; Feingold se negó a que grupos externos gastaran en su nombre. Feingold derrotó a Neumann por un margen del 3% en las elecciones, 51% - 48%. Neumann tenía un déficit de 68.000 votos en el condado de Milwaukee.

## Carrera post-congresional
Neumann se mantuvo al margen de la campaña del Senado de 2004, en lugar de apoyar a la ex vicegobernadora Margaret Farrow, que no se postuló. A pesar de las especulaciones de que Neumann podría postularse contra el senador Herb Kohl o el gobernador Jim Doyle, no eligió buscar un cargo electivo durante el ciclo electoral de 2006. Había considerado postularse para gobernador, pero no participó en la contienda por deferencia a Scott Walker, quien se retiró a favor del ex congresista Mark Green.

### Elección de gobernador de 2010
Neumann le dijo al Wisconsin State Journal el 23 de abril de 2009 que tenía la intención de postularse para gobernador en 2010, y el 1 de julio de 2009, Neumann declaró oficialmente su candidatura. En 2010, Neumann manifestó su oposición al matrimonio entre personas del mismo sexo y afirmó que quería centrarse en el empleo y el desarrollo económico. Neumann fue derrotado entre un 59% y un 39% en las primarias del 14 de septiembre de 2010 por su oponente Scott Walker. Walker fue finalmente elegido gobernador en las elecciones generales.

### Elecciones al Senado de los Estados Unidos de  2012
En agosto de 2011, Neumann anunció su candidatura al escaño en el Senado del senador saliente Herb Kohl. El 6 de octubre de 2011, se anunció que había recaudado $300,000 durante el primer mes de la campaña. Después de recibir el respaldo de grupos conservadores como el Club for Growth y Americans for Prosperity, Neumann dividió el voto del Tea Party con el millonario empresario Eric Hovde. Neumann quedó en tercer lugar, con el 23% de los votos.